# Вилоновская улица (Самара)
Вило́новская у́лица — улица в Ленинском районе Самары. Ранее носила названия «Оренбургская», «Александровская», в советское время была переименована в честь Н. Е. Вилонова.
Улица начинается от набережной реки Волги около Струковского сада, затем круто поднимается в горку мимо Пушкинского сквера, проходит вдоль левой границы площади Куйбышева и далее — до Никитинской площади. Пересекается с Волжским проспектом, улицами  Фрунзе, Чапаевской, Молодогвардейской, Галактионовской, Самарской, Садовой, Ленинской, Братьев Коростелёвых, Арцыбушевской, Буянова, Никитинской, Агибалова. Заканчивается пересечением со Спортивной улицей.

## Здания и сооружения
До недавнего времени на Вилоновской улице преобладали малоэтажные здания, но в последние два десятилетия ведётся активная застройка, появилось много высоких домов, например, на пересечении с Ленинской улицей вырос 18-этажный жилой комплекс «Самара Твинс», а на углу улицы Садовой — остеклённая высотка в 34 этажа.
На этой улице находятся:
- Струковский сад (бывший парк имени Максима Горького)
- сквер имени А. С. Пушкина, где установлен бюст поэта. Также в сквере установлена скульптурная композиция в честь 100-летия тенниса в Самаре.
- сквер имени Петра Львовича Монастырского[4][5]
- Иверский женский монастырь
- Дом архитектора (ул. Чапаевская, 210)
- Вилоновская, 20 — жилой дом, построен в 1962 году по типовому проекту. Здесь жили Д. И. Козлов и А. А. Росовский[6].
- Самарское областное училище культуры, корпус № 1 (Вилоновская, 21)[7]
- Самарское епархиальное управление (Вилоновская, 22)[8]
- Ресторан (Вилоновская, 24)
- Дом актёра (Вилоновская, 24). Годы постройки: 1965–1973, архитекторы: Николай Красько, Ваган Каркарьян, художник: Алексей Штейман[9].
- Дом архиерейского подворья. Объект культурного наследия № 6300192000. (Вилоновская, 24)[10]
- Банки
- Магазины
- Салоны красоты
- Ателье «На Вилоновской» (Вилоновская, 112)
- ЦУМ «Самара» (Вилоновская, 138)
- Автовокзал «Пригородный» (Вилоновская, 123)

## Транспорт
- Муниципальные автобусы - 24, 50, 91, 177 маршруты;
- Маршрутное такси — 48д маршрут;
- Трамвайные пути пересекают Вилоновскую улицу по Галактионовской и Арцыбушевской, маршруты: 1(в депо), 3, 4, 5, 15, 16, 18 (в депо), 20, 20к, 22, 23;
- Троллейбусы (в районе Никитинской площади) маршрутов 4, 6, 12, 15, 16, 17, 20.[11]

## Почтовые индексы
- 443001
- 443010
- 443030
- 443041[12]